# Ferrari J50
Pour les articles homonymes, voir J50.
La Ferrari J50 est un roadster de la marque italienne Ferrari. Elle a été produite fin 2016 à 10 exemplaires uniquement.

## Historique
La J50 a été fabriquée pour les célébrer les 50 ans de présence de la marque au Japon, d'où le nom du modèle : J (pour Japon) et 50 (pour 50 ans). Elle a été conçue sur la base de la 488 Spider dont le V8 3.9 bi-turbo profite au passage d'une cure de 20 ch, affichant à présent 690 chevaux. Il s'agit d'un roadster deux places, avec toit rigide amovible en deux parties qui se range sous les sièges.
La carrosserie est entièrement redessinée par le centre de style de Ferrari, sous la direction de Flavio Manzoni.
L'intérieur est assez identique à celui de la Ferrari 488 Spider. Les seules différences visibles concernent des inserts rouges sur la planche de bord et une sellerie spécifique.

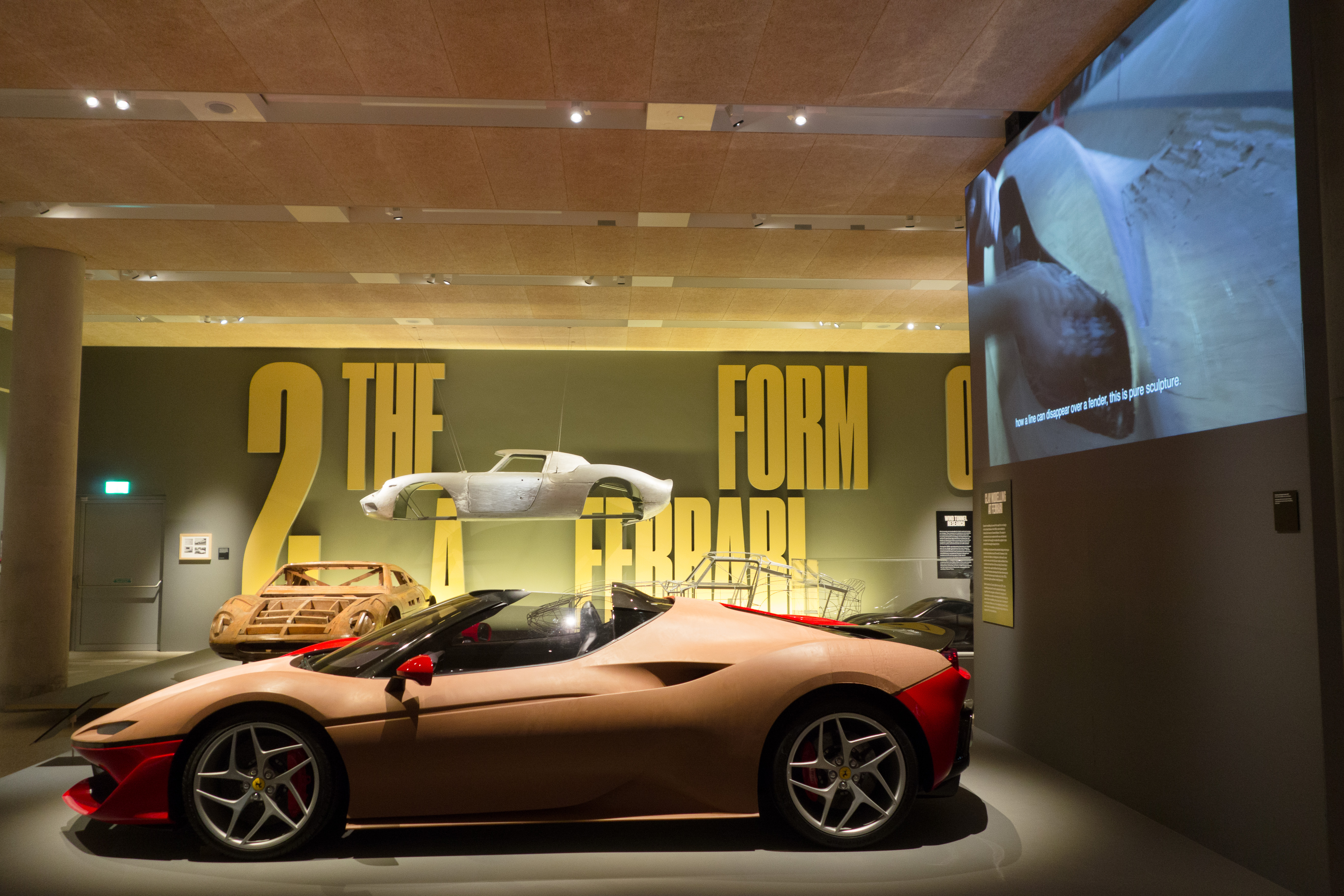
Vue latérale d'une J50 au London Design Museum, en 2018.